# In the Pocket
Pour plus de détails, voir Fiche technique et Distribution.
In the Pocket (The Big Money) est un film britannique réalisé par John Paddy Carstairs, sorti en 1958.

## Synopsis
Willie fait partie d'une famille de voleurs. Un jour, il vole la mallette d'un clergyman, qui s'avère être pleine de billets d'une livre. Malheureusement, ils ont tous le même numéro de série !
Séduit par tant d'argent, il commence à utiliser les billets, un par un pour ne pas se faire prendre. Son besoin d'argent est fortement lié au fait qu'il veut impressionner Gloria, la jolie barmaid du pub local. En effet elle rêve d'un millionnaire qui viendrait lui offrir la belle vie. Un jour, elle se sert des billets contrefaits et attire ainsi l'attention à la fois de la police et des malfrats.
Il faudra qu'elle se décide, aime-t-elle l'argent plus que Willie ?

## Fiche technique
- Titre original : The Big Money
- Titre français : In the Pocket
- Réalisation : John Paddy Carstairs
- Scénario : Patrick Campbell, John Baines
- Direction artistique : Cedric Dawe
- Costumes : Julie Harris, Olga Lehmann
- Photographie : Jack E. Cox
- Son : Robert T. MacPhee, Gordon K. McCallum
- Montage : Alfred Roome
- Musique : Van Phillips
- Production exécutive : Earl St. John
- Production : Joseph Janni
- Société de production : Rank Film Productions
- Société de distribution : Rank Film Distributors
- Pays d'origine :  Royaume-Uni
- Langue originale : anglais
- Format : couleur (Technicolor) — 35 mm — 1,85:1 (VistaVision) — son mono
- Genre : Comédie
- Durée : 86 minutes
- Dates de sortie : 
  - Royaume-Uni : 10 juin 1958
  - France : 22 octobre 1958

## Distribution
- Ian Carmichael : Willie Frith
- Belinda Lee : Gloria
- Kathleen Harrison : Mme Frith
- Robert Helpmann : le révérend
- James Hayter : M. Frith
- George Coulouris : le Colonel
- Renee Houston : Bobbie
- Michael Brennan : Bluey
- Jill Ireland : Doreen Frith